# Charles-Armand de Gontaut-Biron
Pour les articles homonymes, voir Biron, Duc de Biron, Charles de Gontaut-Biron, Armand de Gontaut-Biron et Famille de Gontaut.
Charles-Armand de Gontaut-Biron, 2e duc de Biron, est un militaire et aristocrate français né le 5 août 1663 et mort le 23 juillet 1756. Il sert avec distinction sous Louis XIV et Louis XV, et est fait maréchal de France par ce dernier. Roué (compagnon de débauche) du Régent, il est membre du Conseil de la guerre (1715-1718).

## Biographie

### Famille
Charles-Armand de Gontaut-Biron, est issu d'une ancienne famille de la noblesse périgourdine. Il est le fils de François Ier de Gontaut, marquis de Biron, baron de Saint Blancard, baron de Navailles, lieutenant général des armées du Roi, gouverneur du Périgord (1629-1700), et de Elisabeth de Cossé Brissac.
Il est l'arrière petit-fils d'Armand de Gontaut-Biron (1524-1592), maréchal de France.

### Carrière militaire
Il devint mousquetaire en 1681 et capitaine au régiment du roi en 1684. Il servit en Flandre, puis en Piémont sous Catinat. Il participa aux sièges de Philippsbourg en 1688 et de Nice en 1691 et à la victoire de Neerwinden en 1693. Il fut nommé brigadier des armées du roi en 1696, puis maréchal de camp en 1702 et lieutenant général en 1704. Il prit part à la bataille désastreuse de Ramillies.
Commandant l'avant-garde française à la défaite française d'Audenarde (1708), il éventa la première manœuvre de contournement de Marlborough et reçut, de la part du duc de Vendôme, l'ordre de contre-attaquer. Toutefois, opposé sur ses lignes à des forces très supérieures en nombre, il ne put changer le cours de la bataille qui s'ensuivit et dut se replier. La suite de la bataille donna la victoire à Marlborough.
Gontaut-Biron fut fait prisonnier lors de cette bataille et ne retrouva la liberté qu'en 1712. En 1713, lors du siège de Landau, il eut le bras arraché.

### La Cour et les honneurs
Pendant la polysynodie (1715-1718), le Régent, dont il était un des fidèles "roués" (compagnon de débauche), le nomma membre du Conseil de la guerre. Il y était chargé de l'infanterie, mais il y intervint qu'épisodiquement. Après la fin de la polysynodie, il demeura chargé de l'infanterie, avec le titre de directeur général de l'infanterie.
Membre du Conseil de Régence en 1721, il devint duc et pair en 1723. En 1734, Louis XV le fit maréchal de France. Il mourut en 1756.

### Mariage et descendance
Il épouse le 12 août 1686 Marie Antonine de Bautru de Nogent (1662 - Paris, 4 août 1742), fille d'Armand de Bautru, comte de Nogent le Roi, maréchal des camps et armées du Roi, capitaine des Gardes de la Porte du Roi, lieutenant général de la Basse Auvergne, et de Diane Charlotte de Caumont Lauzun. Elle était la nièce du duc de Lauzun. Dont :
- Anne Jules de Gontaut Biron, mort le 28 septembre 1699 ;
- Marguerite Mathilde de Gontaut Biron, religieuse à l'abbaye de Chelles, puis à l'abbaye Notre Dame de Saintes (1989 - Saintes, 20 janvier 1724) ;
- François Armand de Gontaut, duc de Biron, pair de France, mestre de camp du régiment d'Anjou cavalerie, brigadier des armées du Roi (1690 - Paris, 28 janvier 1736), marié le 30 décembre 1715 avec Marie Adélaïde de Gramont (1700-1740), fille de Antoine V de Gramont, 4e duc de Gramont, maréchal de France, et de Marie Christine de Noailles, dont postérité ;
- Jean-Louis de Gontaut Biron,, duc de Biron après son frère, prêtre, abbé commendataire de Moissac et de Cadouin (15 décembre 1692 - 1772) ;
- Françoise Madeleine de Gontaut Biron (- Paris, 18 mars 1739), mariée en 1715 avec Jean Louis d'Usson, marquis de Bonnac, ambassadeur, dont postérité ;
- Judith Charlotte de Gontaut Biron, son portrait a été peint par Roslin (- Paris, 20 avril 1741), mariée en 1717 avec Claude Alexandre de Bonneval, comte de Bonneval, sans postérité ;
- Geneviève de Gontaut Biron (1696 - Paris, 15 janvier 1756), mariée en 1720 avec Louis de Gramont, 6e duc de Gramont, lieutenant général des armées du Roi, chevalier des ordres du Roi (1689-1745), dont postérité ;
- Antoinette de Gontaut Biron (1700 - Paris, 26 mars 1770), mariée en 1721 avec Louis Claude Scipion de Grimoard de Beauvoir du Roure, comte du Roure, lieutenant général des armées du Roi, gouverneur des ville et citadelle du Pont Saint Esprit, dont postérité ;
- Louis Antoine de Gontaut Biron, comte puis duc de Biron, lieutenant général des armées du Roi, maréchal de France, chevalier des ordres du Roi, propriétaire de l'hôtel de Biron, (2 février 1701 - Paris, 29 octobre 1788), marié en 1740 avec Françoise Pauline de La Rochefoucauld de Roye (1723- 1794), sans postérité ;
- Marie Renée de Gontaut Biron (1702 - 29 novembre 1775), mariée en 1726 avec Charles Léonor Colbert, comte de Seignelay (1708-1747), dont postérité ;
- Charles Armand de Gontaut Biron, prêtre, abbé de Saint Berthault (Paris, 19 octobre 1703 - Paris, 5 avril 1732) ;
- Marie Charlotte Armande de Gontaut Biron (Paris, 20 septembre 1707 - 8 octobre 1707) ;
- Charles Antoine de Gontaut Biron, duc de Biron et de Lauzun après ses frères, lieutenant général des armées du Roi, gouverneur du Languedoc (Paris, 8 octobre 1708 - Paris, 25 octobre 1798), marié en 1744 avec Antoinette Crozat du Chatel (1727-1747), dont un fils ;
- Charlotte Antonine de Gontaut Biron (Paris, 1er juin 1711 - Rambouillet, 6 juillet 1740), mariée en 1730 avec Louis II du Bouchet, marquis de Sourches, lieutenant général des armées du Roi, grand prévôt de France (1711-1788), dont postérité[3] ;